# 吉列尔莫·莱昂·巴伦西亚
吉列尔莫·莱昂·巴伦西亚·穆尼奥斯（西班牙語：Guillermo León Valencia Muñóz；1909年4月27日—1971年11月4日），哥伦比亚政治家、外交官。出生波帕揚在地世家，其父为曾两次角逐总统的政治家、诗人及翻译家吉列尔莫·巴伦西亚:349-350。巴伦西亚早年在考卡大学就读，毕业后历任曾任哥伦比亚參議院議員、驻西班牙大使等职务，在皮尼利亚军政府执政期间，巴伦西亚从事反对军政府的活动，甚至一度遭到逮捕，皮尼利亚下台后，巴伦西亚于1962年当选为哥伦比亚总统，在任期间哥伦比亚的工业得到了一定发展，但美国仍然在经济上保持了对哥伦比亚的强力控制，国内社会不平等问题日益严重，反政府武装游击队的活动也日趋活跃。

## 生平

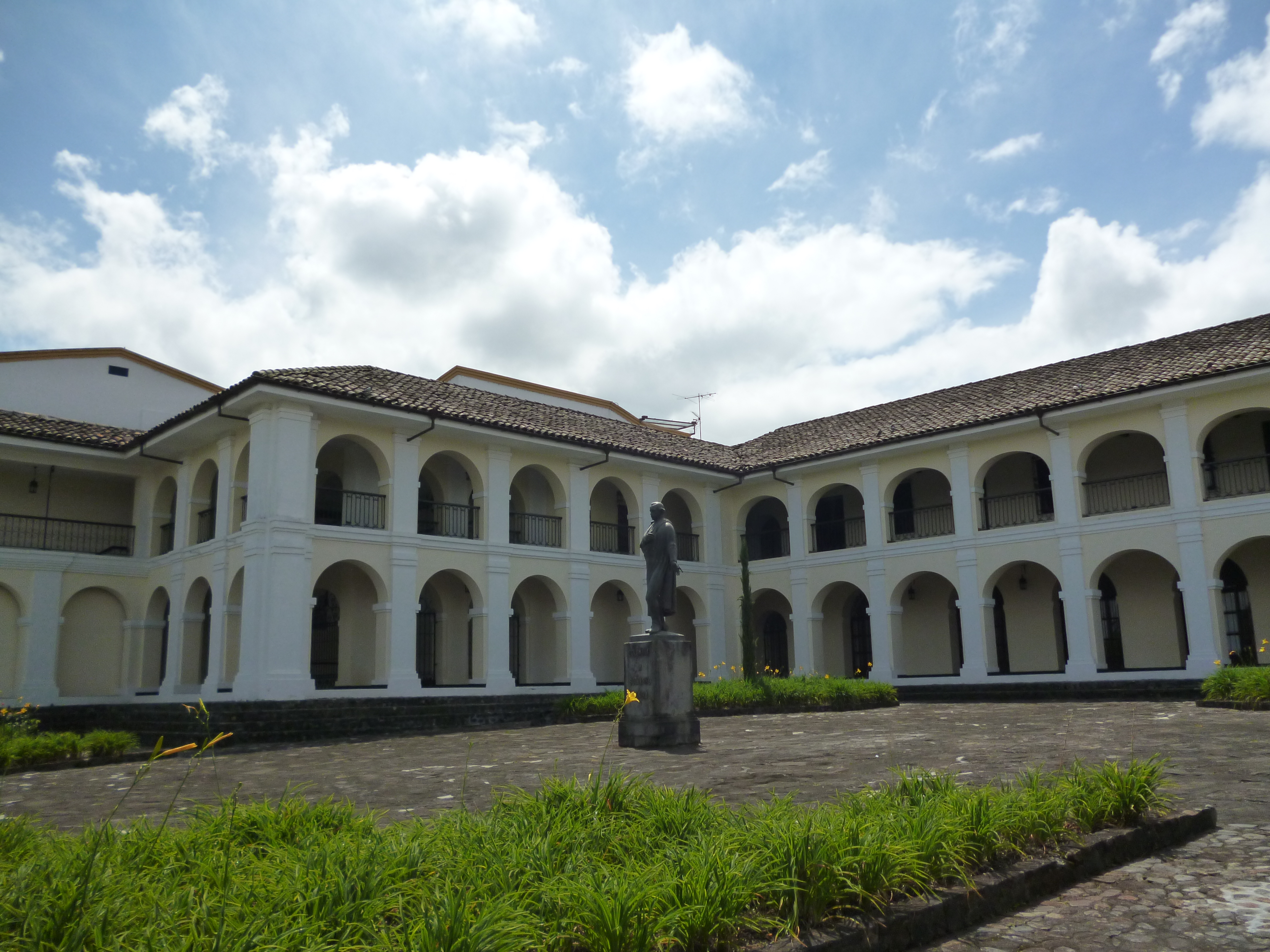
吉列尔莫·莱昂·巴伦西亚位于波帕扬的出生地，现为国家博物馆

吉列尔莫·莱昂·巴伦西亚于1909年4月出生于哥伦比亚考卡省波帕扬，是政治家、诗人及翻译家吉列尔莫·巴伦西亚与其妻何塞菲娜·穆尼奧斯（西班牙語：Josefina Muñoz）之长子，其父系祖先巴伦西亚家族祖籍西班牙:45，在18世纪离开伊比利亚半岛来到当时称作新格拉纳达的哥伦比亚定居，此后逐渐成为波帕扬重要的在地政治家族，其中开创波帕扬皇家造币厂的贵族佩德罗·阿古斯丁·德·巴伦西亚是他的七世祖。
吉列尔莫·莱昂·巴伦西亚早年在其祖父、父亲:216的母校考卡大学就读，后来取得该校的法学学士学位并毕业，随即加入了父亲所属的哥伦比亚保守党，当选为家乡波帕扬市的议员，开始了自己的政治生涯:487。以后又转战昆迪纳马卡省，并当选为该省议会议长。1939年，巴伦西亚当选为哥伦比亚参议员，在1948年爆发的波哥大事件中，一度传出他被自由党支持者打死在首都街头的消息，但动乱结束后才被证实为谣言。
同为保守党成员的政治家劳雷亚诺·戈麦斯担任总统后，巴伦西亚被任命为哥伦比亚驻西班牙大使，直到1953年卸任，在马德里履职期间，他还与西班牙独裁者弗朗西斯科·佛朗哥建立了良好的私交。
巴伦西亚与哥國前总统马里亚诺·奥斯皮纳·佩雷斯关系紧密，而后者为保守党中溫和派的代表，却与支持極端保守主義政策的总统戈麦斯关系不和，奧斯皮納最終轉向支持军人古斯塔沃·罗哈斯·皮尼利亚发动军事政变，推翻了戈麦斯，此举遭到了巴伦西亚的反对。尽管如此，巴伦西亚的妹妹何塞菲娜却成为了独裁政权的教育部长。而巴伦西亚则继续从事反对皮尼利亚独裁统治的活动，期间，他于1956年获母校考卡大学法律、政治和社会科学荣誉学位，1957年3月，保守党与自由党组成的政治联盟推举巴伦西亚为总统候选人，但皮尼利亚却宣布其总统任期延长到1962年，军政府与保守、自由两党组成的政治联盟随即爆发冲突，身在卡利的巴伦西亚遭到皮尼利亚军政府的骚扰，甚至一度被捕，但在工人及学生的抗争下，皮尼利亚被迫下台，巴伦西亚也被释放:626。

## 总统生涯
吉列尔莫·莱昂·巴伦西亚的父亲吉列尔莫·巴伦西亚曾于1918年、1930年两度代表保守党参加总统大选，但均宣告失败:256-257, 270。1957年，保守党领袖劳雷亚诺·戈麦斯与自由党政治家阿尔韦托·耶拉斯·卡马戈签署《希特赫斯协议》，决定两党轮流执政，下一任总统由保守党人担任，当时，巴伦西亚也被视为潜在的总统候选人，但遭到了党内部分派系成员的反对，保守党因此无法决定统一的候选人，最终各派系经协商决定接受耶拉斯出任总统，并促成了后者在当年的胜选:627。巴伦西亚在党内的竞争对手希尔韦托·阿尔萨特于1960年病逝后，部分保守党成员希望弥补1958年对巴伦西亚的不公行为，决定支持他竞选总统。1962年，巴伦西亚在保守、自由两党组成的“全国阵线”的支持下参加了当年的总统大选，并击败了阿方索·洛佩斯·米切尔森、古斯塔沃·罗哈斯·皮尼利亚及豪尔赫·莱瓦等三名竞争对手，成功当选，也实现了其父亲生前未遂的心愿:305。
1962年8月7日，巴伦西亚接任哥伦比亚总统，任期4年，在任期间，哥伦比亚继续接受美国提出的稳定经济计划及争取进步联盟的资金援助，但因为对外贸易出现逆差，国内的金融财政状况每况愈下:24，从而加剧了贫富悬殊问题，巴伦西亚就任当年，国内发生了1905年以来最严重的通货膨胀，政府不得不采取紧缩通货的政策，导致失业率增加，更多的民众不再信任政府，工人、农民的罢工反抗及反政府游击队的活动也此起彼伏，巴伦西亚政府不得不采取戒严的方式以应对:488。为推动该国制造业发展，哥國政府在1963年规定该国工业发展研究所有资格开展金融业务，以支持该国私企发展；1964年，在劳工部长贝利萨里奥·贝坦库尔·夸尔塔斯的提议下，哥国还于1964年通过了保卫石油法，以保护该国的石油工业:25，诸如帕斯德里奥钢铁厂、哥伦比亚石油公司及卡塔赫纳炼油厂在内的一些工业公司都得到了长足的发展。1963年，哥伦比亚政府还成立了国家广播电视学会（今哥伦比亚国家广播电视台），以促进国内的信息传播:314，此时国家对教育事业的经费支持也有所增加:488。
在行政上，哥伦比亚政府在国境东隅的亚马逊雨林里建立了瓜伊尼亚特别区，加强了对边疆地区的有效管理；又于1964年析出马格达莱纳省的一部分，与瓜希拉特别区合并成立了瓜希拉省。在外交上，巴伦西亚继承了前任耶拉斯的外交政策，维持与美国的紧密关系，并对美国进行了国事访问，期间会见美国总统約翰·甘迺迪。同时，哥伦比亚也致力发展与邻国及其他第三世界国家的联系，1964年参与成立了77国集团，还与数国发起成立了拉丁美洲议会，1966年，巴伦西亚总统与委内瑞拉总统劳尔·莱昂尼签订了《阿劳卡河反游击队同盟协议》，同意共同打击反政府游击队活动。

## 卸任及逝世

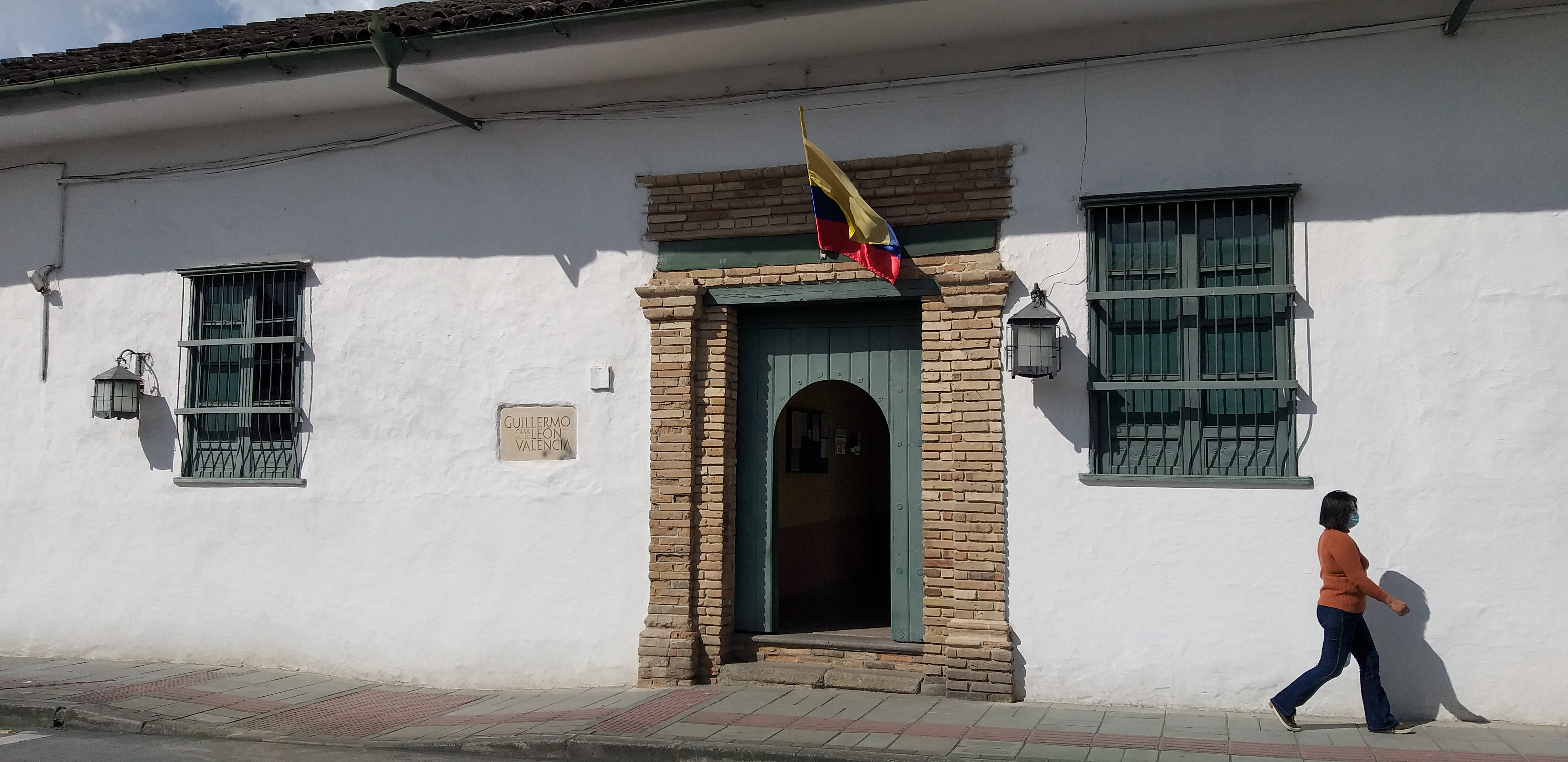
吉列尔莫·莱昂·巴伦西亚之家博物馆

1966年8月7日，巴伦西亚届满卸任，并将政权和平移交给新任总统卡洛斯·耶拉斯·雷斯特雷波，当他离开总统府时，不少民众前来送行，并感谢他为维护哥國和平所作出的努力。两年后，巴伦西亚再度被哥國政府任命为驻西班牙大使，任期至1970年:55。回国后，巴伦西亚支持贝利萨里奥·贝坦库尔·夸尔塔斯参选总统，但贝坦库尔在当年的总统大选中并未当选。
1971年，巴伦西亚的健康状况恶化，他决定前往美国接受体检，期间在纽约的一家酒店因心脏病逝世，终年62岁。他起初被安葬在哥伦比亚波帕扬出生地吉列尔莫·巴伦西亚国家博物馆（西班牙語：Casa Museo Maestro Guillermo Valencia）的庭院内。2009年，他的遗骸被移至新成立的吉列尔莫·莱昂·巴伦西亚之家博物馆（西班牙語：Casa Museo Guillermo León Valencia）内，时任总统阿尔瓦罗·乌里韦也在开馆典礼上向他表示了敬意:56。波帕扬还有以他的名字命名的机场。